# Lipotriches notabilis
Lipotriches notabilis là một loài Hymenoptera trong họ Halictidae. Loài này được Schletterer mô tả khoa học năm 1891.